# Ozerți, Volodîmîreț
Ozerți (în ucraineană Озерці) este localitatea de reședință a comunei Ozerți din raionul Volodîmîreț, regiunea Rivne, Ucraina.
Localitatea face parte din regiunea istorică Volânia, iar după tratatul de pace de la Riga din 1921 a devenit parte a Poloniei, după 1939 intrând în componența Uniunii Sovietice.

## Demografie
Componența lingvistică a localității Ozerți
     Ucraineană (100%)
Conform recensământului din 2001, toată populația localității Ozerți era vorbitoare de ucraineană (100%).